# クライスラー・LXプラットフォーム
LXプラットフォーム（LX platform）は、2000年代中期のダイムラー・クライスラー（現ドイツ・ダイムラーならびにアメリカ・クライスラー）社のフルサイズの後輪駆動乗用車用プラットフォームである。

## 概要
LXプラットフォームは、先代のLHプラットフォームを基に簡単に後輪駆動や4輪駆動に転換できるように設計された米国で開発された。LXにはSクラス（W220）の前輪サスペンションのコントロール・アーム、Eクラス（W210）の5リンク後輪サスペンション、W5A580型 5速AT、後輪デフ、ESPといった数多くのメルセデス・ベンツ車の部品が使用されていた。LX車は、カナダ、ブランプトンにあるブランプトン工場で製造されている。ヨーロッパ市場向けと右ハンドル（RHD）の車は、オーストリアのグラーツでマグナ・シュタイア社が製造し、このプラットフォームはLEという呼称が与えられている。

## 使用車種
LXプラットフォームを使用する車種：
| 年            | 車種                                               | 画像 |
| ------------- | -------------------------------------------------- | ---- |
| 2005年 - 現在 | クライスラー・300 、ステーションワゴン（LEのみ）   |      |
| 2005 - 2008年 | ダッジ・マグナム（Dodge Magnum）ステーションワゴン |      |
| 2006年 - 現在 | ダッジ・チャージャー セダン                        |      |

このプラットフォームを使用するコンセプトカー：
| 年     | 車種                                             | 写真 |
| ------ | ------------------------------------------------ | ---- |
| 2008年 | クライスラー・ナッソー（Chrysler Nassau） セダン |      |

## 派生プラットフォーム

### LC
LCプラットフォームはダッジ・チャレンジャー用に設計されたLXプラットフォームの短縮版。
LCプラットフォームを使用する車種：
| 年            | 車種                          | 写真 |
| ------------- | ----------------------------- | ---- |
| 2006年 - 現在 | ダッジ・チャレンジャー クーペ |      |

このプラットフォームを使用するコンセプトカー：
| 年     | 車種                                             | 写真 |
| ------ | ------------------------------------------------ | ---- |
| 2009年 | クライスラー・200C EV（Chrysler 200C EV） セダン |      |

### LY
LY プラットフォームはコンセプトカーに使用されたLXプラットフォームの延長版。
LYプラットフォームを使用する車種：
| 年     | 車種                                                    | 写真 |
| ------ | ------------------------------------------------------- | ---- |
| 2006年 | クライスラー・インペリアル （Chrysler Imperial） セダン |      |